# محمد بخاتی
محمد بخاتی (انگلیسی: Mohammed Bakhati) یک بازیکن فوتبال اهل مصر است. 
وی عضو تیم ملی فوتبال مصر در جام جهانی فوتبال ۱۹۳۴ بوده است.